# فریتس کلاته
فریتس کلاته (آلمانی: Fritz Klatte؛ ۲۸ مارس ۱۸۸۰ – ۱۱ فوریهٔ ۱۹۳۴) یک شیمی‌دان اهل آلمان بود.